# 第三代山口組

山菱

第三代山口組（三代目山口組）是日本大規模的犯罪暴力組織之一，時間在1946年－1981年。其總本部設在神戶市生田區橘通二丁目（神戶藝能社）。
1946年第三代山口組襲名式，當時第三代山口組組員只有33人眾（先代的舍弟6人、先代的若中14人，加上田岡一雄的田岡組直系成員13人）。到1981年第三代山口組 直系組長有85人，正式與非正式組員達1萬3346人，已經成為日本最大廣域暴力團。

## 略記
1942年10月、山口組第二代組長山口登因傷病逝，去世後不久。1943年、日本紀念天皇在位2600年、全國大赦，「田岡一雄」被減刑2年出所。同年、岡精義歸國後，創立「神戶港運會社」。1945年的二次大戰終戰後、「田岡組」以神戶新開地的「花月劇場」為據點組成「自警團」，掌控街道與黑市、排除不良在日外國人的干涉。1946年7月、山口組舍弟會議、原第二代若眾・藤田仙太郎（相撲）提議「田岡一雄」為山口組第三代；經舍弟頭・森川盛之助、舎弟・湊芳次等全員一致通過。同年10月、「田岡一雄」的山口組第三代襲名式在神戶新開地的食堂舉行、參與者10人程度。事後又在神戶市生田區相生町的料理亭舉辦披露宴，第三代的初代若頭・山田久一就任，「田岡一雄」最初的盃、吉川勇次、岡精義、森川盛之助、湊芳次、安原武夫及安原政雄兄弟等人，先代的舍弟6人、若眾14人加上「田岡一雄」的直系若眾（田岡組）13人，計33人眾。
1946年10月、把自宅兼山口組事務所，遷移至神戶市生田區（之後的中央區）橘通、神戶地方裁判所前；同年，丸三組組長・陳三郎（本名・陳傳鋒、原台灣彰化人，後移居日本）與田岡一雄組長結緣任舍弟。1948年、接受來自喜劇演員・川田晴久的委任，從吉本興業買下了川田晴久的契約。與神戶市的新開地劇場的負責人談判，以演出費4萬日元讓川田晴久在新開地劇場演出了。同年2月、在經由川田晴久的介紹，山口組與美空雲雀、雲雀的母・加藤喜美枝以及雲雀的經紀人・福島通人會面，對支持事業一事作了保證。
1948年6月、駐日盟軍總司令（GHQ）經濟科學局民間運輸課發佈會談筆記，碼頭裝卸作業只認可原來的承包業者，禁止了碼頭裝卸作業的轉包和第二次轉包。由港灣運送業（物流事業）的公司統一承包拆卸，以排除港灣勞動者為中間商所剝削。碼頭裝卸作業的轉包和第二次轉包的公司，將被原來承包的公司編入，成為原承包公司的「工作部」（事業部）。根據這份會談筆記，田岡的港灣事業遇到了困境。田岡一雄於是將"岡精義"送入保阪運輸公司的神戶支店去擔任事業部長，以確保作為政策之依據。1949年4月，在神戶港中防波堤的會館內，聚集了15家神戶港的船鎢碼頭裝卸業者，共同組成和睦團體「港洞會」。田岡一雄就任了「港洞會」會長。
1950年6月、韓戰爆發、韓國首爾淪陷、神戶港成為朝鮮半島美軍的補給基地、原GHQ的港灣業務轉包禁止的會談筆記變的有名無實。同年9月、山口組地道組與梅田組為了爭奪神戶賽車場的警謢權、發生流血衝突，最後地道組員持手槍逼退了梅田組，獲得賽車場的警謢權等利益。
1951年、日本運輸省制定新的"港灣運送事業法"以取代GHQ的會談筆記，這項新法，將港灣業務的一般港灣運送業（原承包商）、分開成船鎢碼頭裝卸業、駁船運送業及沿岸運送業、等個體事業各自進行事業登記作業，山口組利用此一機會再次介入掌控港灣的裝卸事業。制定新法後、山口組舍弟「岡精義」立即成立三友運輸株式會社（三友企業）、其他組員也跟進，設立上榮運輸、藤海運、吉川運輸、商榮運輸、高砂運輸等船鎢碼頭裝卸相關公司。
1951年5月、福島通人成立「新藝藝能事務所」與田岡一雄共同經營在大阪的演出事業。1952年1月、「港洞會」改組成為「港湾荷役協議會」、田岡一雄擔任會長，隨後與昌榮運輸同設立岡村運輸、擴大港灣事業基礎。同年、田端義夫（日本歌手協會名譽會長）成為山口組興行部專屬。同年7月、田岡一雄前往東映京都攝影所，拜訪”鶴田浩二”的經紀人"兼松廉吉"，要求讓"鶴田浩二"在山口組的興行部演出遭拒。隔年1953年1月、鶴田浩二在大阪天王寺區的旅館遭山口組組員山本健一等人施暴的「鶴田浩二襲擊事件」、震驚日本演藝界，同年1月、「甲陽運輸株式會社」成立，田岡一雄社長就任；同年底、山口組員在大分縣別府市設立九州最初據點。
1954年9月、山口組組員尾崎彰春（後第六代顧問）與小田芳一在神戶市東川崎的麻將館與谷崎組的若頭・野澤修等人發生衝突，谷崎組組員逃，尾崎與小田事後被日警方逮捕；引起同組山本健一、梶原清晴、北山悟等3人不滿，持刀槍將野澤修殺成重傷的「山口組與谷崎組抗爭事件」，事件後、谷崎組瓦解；至此、山口組（田岡一雄）與本多會・（本多仁介會長）成為瓜分神戶地盤的兩大勢力。1955年2月、山口組舍弟・安原武夫（原若頭）成立「安原運輸社」、安原自任社長。
1955年、日本民間放送聯盟加盟了放送局（電視台），並規劃「十大歌手的民辦廣播節」，出場歌手10人，由愛好者投票選出；山口組興行部（演出部）所屬的三橋美智也落選了。田岡一雄原有意在「十大歌手的民辦廣播節」當日舉行「十大歌手競賽表演歌謠」，因此，被要求終止；田岡一雄更要「民放聯盟」進行愛好者的重新投票，造成「民辦廣播節」被迫終止。事後、「民放聯盟」同意與山口組興行部聯合舉辦「二十大歌手的民辦廣播節」。田岡一雄在同意書簽字時，不用「山口組興行部」，而是用「神戶藝能社」的名稱。
1956年4月、神戶港二次轉包的業者聚集成立「神戶港港灣勞働組合連合會」，是由山口組相關企業加上15個獨立工會及440名勞動者組成。在這之前，神戶港的大型工會組織原本只有由一次轉包的業者所組成的「全港灣勞組神戶支部」。
1956年7月、「小松島抗爭事件」爆發，事由為山口組小天龍組組員至本多會系的平井組事務所、抗議平井組所經營的彈珠機店，機台是非娛樂用的賭博機，平井組反駁，雙方發生衝突。事後，衝突事件擴大、本多會系福田組、勝浦組介入。1957年11月、小天龍組組長在神戶山口組總部與本多會協商後，返回小松島港時遭福田組組員槍擊。山口組總部獲知即由地道行雄指揮結集組員115人赴德島縣、福田組事務所示威，在半途便遭德島縣警隊攔截。之後、在自民黨議員・小西寅松的仲裁下，山口組與本多會達成和解。 
「小松島的抗爭」採用了迅速大量動員的示威行為，被山口組作為日後抗爭時的戰術；也成為山口組正式展開以武力擴張全國行動的先驅。在旗下4大先鋒（地道組、柳川組、菅谷組及小西組）的領軍下南爭北討開疆闢土，讓山口組由原本地區知名角頭搖身變成日本最大跨越區域性的企業化黑道組織。1964年日本警方發動全國性暴力團的「頂上作戰」取締行動，山口組在這次行動中，被列為首要集中取締對象；1966年6月，更有「山口組壞滅作戰」的一連串取締行動正式開始。1978年7月11日、第三代田岡一雄組長在京都市被松田組大日本正義團的組員「鳴海清」槍殺受傷，事後在山口組的各方施壓下，鳴海清最後遭自家人處死。
1981年7月、第三代「田岡一雄」組長病逝。同年10月、兵庫縣警方設置了「山口組解體作戰本部」，10月25日、神戶市灘區篠原本町的田岡邸，山口組舉行組葬。葬儀式執行委員長，是稻川會·稻川聖城會長，服役中的山本健一，是副委員長。同年12月、大阪府警方設置了「山口組集中取締對策本部」。1982年2月、第三代田岡組長指定的繼承人山本健一亦於獄中病逝，同年4月、山口組組葬進行、葬儀執行委員長·山本廣（最高若頭補佐）。

### 第三代後期
1982年5月、田岡文子，請求「山本廣」就任山口組若頭，不過山本廣拒絕，他希望以組長代行身分就任。此外，小田秀臣原本推舉山口組第四代為「中山勝正」，但中山拒絕了，於是決定推舉「山本廣」。同年6月、「山本廣」就任了山口組組長代行。同6月、「中山勝正」若頭就任遭反對，之後，山口組臨時幹部會議、「竹中正久」山口組若頭就任決定；同月、兵庫縣警方開始認定田岡文子的身分為「第三代大家姐」。
同年8月1日、山口組幹部會議，「山本廣」對山口組第四代組長就任的意願表示，但遭竹中正久、宅見勝、桂木正夫、近松博好、石川尚等多人反對。15日，竹中正久與佐々木道雄因第四代人選爆口角，同日、田岡文子向竹中正久承諾「在他被拘留期間，不作出對第四代決定的約定」。月底、「山本廣」赴舍弟會拉攏湊芳治、中川野豬三郎、中井啟一，尋求對其第四代就任的承諾。同年9月5日、山口組直系組長會議、「山本廣」山口組第四代人選提出，又遭細田利明、大石誉夫、宅見勝、益田啓助等人反對。會後，有支援「山本廣」的「保護第三代同志會」的傳真，送到各支持「山本廣」的直系組長手中。
1983年6月，舍弟湊芳治的放免祝（釋放祝賀），多名組長赴姫路市的竹中組訪竹中正久表示支持。6月底、在神戶的大型會議館，甲陽運輸（社長田岡一雄的長子·田岡滿）創立30週年紀念會召開，有鶴田浩二、八代亞紀、森進一、勝新太郎、美空雲雀等藝人與會。同年9月、到了這個階段，山本廣支持的直系組長25人，竹中正久支持的直系組長在40人。剩餘25人的直系組長為中立。
1984年5月、田岡文子與山本廣面談，田岡要求山本廣讓竹中正久就任第四代組長，遭山本廣當面拒絕。5月底、小田秀成遇到稻川聖城（稻川會會長），要求幫防阻止竹中正久就任山口組第四代，稻川聖城拒絕對山口組第四代家業問題的介入。同年6月3日、剛出院的田岡文子托付了稻川聖城為山口組第四代・竹中正久的後見人，稻川欣然同意。6月5日、山口組直系組長會議，正式對外發佈「竹中正久」為山口組第四代繼承人。不過，支持山本廣的直系組長，皆沒有出席這次會議。
6月5日、在大阪市東區的松美會事務所，山本廣、加茂田重政、佐々木道雄，溝橋正夫，北山悟，松本勝美，小田秀臣等約20人，叫來大阪的各家媒體，召開了記者招待會，宣示反對竹中正久山口組第四代就任。隔日、反對竹中正久的山口組直系組長，一致從事務所取下山口組的家徽。6月13日、「一和會」正式成立，山本廣就任會長、加茂田重政就任副會長兼理事長，同日、福井英夫、小田秀臣、弘田武等人被說服退出「一和會」。到這階段，山口組參與的直系組長有42人、總組員數4690人，一和會參與的直系組長有34人、總組員數6021人。

## 抗爭事件
- 1946年11月10日－1953年、在廣島市的第1次廣島抗爭。
- 1946年8月15日－1952年6月、在吳市的第1次廣島抗爭。
- 1956年7月－1957年10月、小松島抗爭。
- 1957年3月～4月、別府抗爭。
- 1958年12月、急行高千穗號事件。
- 1960年8月、明友會事件。
- 1961年9月－1962年、第1次沖繩抗爭。
- 1961年10月－1963年1月、鳥取抗爭。
- 1962年1月～3月、博多事件（夜櫻銀次事件）。
- 1963年4月－1967年8月、廣島代理戰爭（第2次廣島抗爭）。
- 1963年11月～12月、北九州事件（紫川事件）。
- 1964年6月、第1次松山抗爭。
- 1970年11月－1972年5月、第3次廣島抗爭。
- 1975年7月－1978年11月、大阪戰爭。
- 1977年8月～10月、第2次松山抗爭。
- 1980年5月－1981年3月、姫路事件。

第三代田岡組長逝
- 1982年1月～5月、高松戰爭。
- 1982年10月、洲本抗爭。
- 1984年5月、新高松戰爭。

## 最高幹部

### 1963年（昭和38年）
1963年8月、田岡一雄在山口組新設置「七人眾」的協議機關。
- 組長・田岡一雄

「七人眾」協議機關
- 若頭・地道行雄（地道組組長、神光工業取締役）
- 舍弟頭・松本一美（松本組組長）
- 舍弟・藤村唯夫（藤村組組長；「藤村組前身為南道會」）
- 舍弟・松本國松（十九組組長、料理亭、旅館經營）
- 舍弟・安原武夫（安原會會長；安原運輸社長）
- 舍弟・岡精義（三友企業社長、全國港灣荷役振興協會理事兼神戶副支部長）
- 舍弟・三木好美（不動產經營）

以上7人
同年12月，新設立「若頭補佐」職務。
若頭補佐
- 吉川勇次
- 山本健一
- 菅谷政雄
- 梶原清晴

以上4人

### 1966年（昭和41年）
- 組長・田岡一雄

「七人眾」協議機關
- 若頭・地道行雄
- 松本一美
- 藤村唯夫
- 松本國松
- 安原武夫
- 岡精義
- 三木好美

若頭補佐
- 梶原清晴
- 小田芳一
- 小田秀臣
- 白神英雄

### 1968年（昭和43年）
- 組長・田岡一雄

1968年、日本執法單位對幫派組織的第1次頂上作戰壞滅行動中，地道行雄因為主張「解散山口組」，遭田岡一雄組長解除若頭職務，保有舍弟身分。若頭後任者、梶原清晴上任。
- 若頭・梶原清晴

若頭補佐
- 山本廣
- 山本健一
- 白神英雄
- 中山美一
- 小田芳一
- 小田秀臣

以上六人

### 1971年（昭和46年）
- 組長・田岡一雄

1971年7月、若頭・梶原清晴在鹿兒島縣硫黃島附近海域磯釣時，不幸意外溺斃。若頭職務由若頭補佐們互選決定，結果山本廣4票對山本健一2票，山本廣內定後任若頭人選。不過，當時人在「關西勞災醫院」的第三代組長・田岡一雄要求菅谷政雄出面勸退山本廣。山本廣在接受菅谷政雄勸說，辭退若頭預定職務。後任若頭山本健一上任。
- 若頭・山本健一

若頭補佐
- 山本廣
- 菅谷政雄
- 小田秀臣
- 清水光重
- 中西一男
- 大平一雄（本名松浦一雄、本部長兼任）
- 竹中正久

以上7人

### 1977年（昭和52年）
- 組長・田岡一雄
- 若頭・山本健一

1972年、益田佳於升格若頭補佐。1974年、小西音松升格若頭補佐。1975年、菅谷政雄獨自與松田組的和解行為，被山口組謹慎處分、若頭補佐職務凍結，隔年，處分解除，降格為若中。1977年4人若頭補佐升格。共有12名若頭補佐，山口組史上最多。
若頭補佐
- 山本廣
- 小田秀臣
- 清水光重
- 中西一男
- 大平一雄（本名松浦一雄、本部長兼任）
- 竹中正久
- 益田佳於
- 小西音松
- 加茂田重政
- 細田利明
- 正路正雄
- 中山勝正

### 1979年（昭和54年）
- 組長・田岡一雄
- 若頭・山本健一（山健組組長）

山老會
- 森健二（本名：森健治）
- 前本重作（前本組組長、神戶）
- 本仲政市（本名：本仲正一）
- 泉本一男（泉本組組長、大阪堺市）
- 大石宮次郎（大石譽夫的親兄、新居濱）
- 大盛三治（大森組組長）
- 宇野正三（宇野組代行）

舍弟
- 三木好美（三木組組長）
- 湊芳治（湊組組長）
- 中川豬三郎（中川組組長、大阪十三）
- 中井啓一（中井組組長、高知市議會議員）

若頭補佐
- 山本廣（山廣組組長）
- 小田秀臣（小田秀組組長）
- 中西一男（中西組組長）
- 竹中正久（竹中組組長）
- 益田佳於（本名：益田芳夫、益田組組長）
- 加茂田重政（加茂田組組長）
- 中山勝正（豪友會會長）
- 溝橋正夫（溝橋組組長）
- 幹部待遇・沖田守弘（本名：吳南吉、原東亞友愛事業組合理事長）

#### 若中
- 白神英雄（本名：白神一朝、白神組組長）
- 大平一雄（本名：松浦一雄、大平組組長）
- 小西音松（小西一家總長）
- 細田利明（第二代細田組組長）
- 北山悟（北山組組長）
- 大川觉（大川組組長）
- 杉重夫（杉組組長、名古屋）
- 井志繁雅（井志組組長）
- 西岡勇（西岡組組長、香川）
- 中村憲逸（中村組組長）
- 益田啓助（益田（啓）組組長、第五代山口組舍弟頭）
- 小野新治（小野組組長）
- 坂井奈良芳（坂井組組長）
- 織田譲二（本名：伊藤豊彦、織田組組長）
- 矢嶋長次（第二代森川組組長）
- 伊豆健児（伊豆組組長）
- 長谷一雄（長谷組組長）
- 福井英夫（福井組組長）
- 宇田輝夫（宇田組組長）
- 加藤次男（加藤組組長）
- 松尾三郎（松尾組組長、大阪南）
- 熊本親（熊本組組長）
- 若林暲（若林組組長）
- 弘田武志（弘田組組長）
- 尾崎彰春（本名：尾崎昭治、心腹會會長）
- 佐々木道雄（本名：佐々木將城、佐々木組組長）
- 吉岡武延（吉岡組組長）
- 信原勇（本名：信原伊早牟、信原組組長）
- 神田幸松（神田組組長、姫路市）
- 櫻井隆之（櫻井組組長）
- 野沢儀太郎（原柳川組舍弟、野沢組組長）
- 金田三俊（原柳川組舍弟、金田組組長）
- 藤原定太郎（原柳川組舍弟、藤原組組長）
- 石田章六（本名：朴泰俊、原柳川組舍弟、石田組組長、後章友會會長、第六代山口組顧問）
- 森本忠光（森本組組長）
- 真鍋展朗（真鍋組組長）
- 川崎護（川崎組組長）
- 大石誉夫（大石組組長）
- 伊堂敏雄（伊堂組組長）
- 鈴木国太郎（鈴国組組長）
- 滝沢等（本名：滝沢仁志、原地道組舍弟、滝沢組組長、後第八代國領屋下垂一家總長）
- 武田肇（武田組組長）
- 仲田喜志登（第二代梶原組組長）
- 秋山潔（第二代石井組組長、後第二代石井一家總長、第五代山口組舍弟）
- 木村茂夫（第五代角定一家總長、第四代山口組若中、第五代山口組舍弟）
- 山崎正（山崎組組長、京都）
- 岸本才三（原中山組舍弟頭、岸本組組長、第五代山口組總本部長、第六代山口組最高顧問）
- 西脇美一（本名：西脇和美、西脇組組長）
- 桂木正夫（原富士會會員、後一心會會長、第四代山口組若頭補佐、第五代山口組舎弟頭補佐）
- 松本勝美（本名：神村勝美、松美會會長）
- 安達晴信（安達組組長）
- 中谷利明（中谷組組長、第五代山口組舍弟、福井）
- 嘉陽宗輝（中西組舍弟頭、嘉陽組組長）
- 小田丞（原小西組舍弟頭、小田組組長）
- 加茂田俊治（神龍會會長）
- 井上治幸（本名：宮木忠博、井上組組長）
- 新居良孝（第三代小天龍組長）
- 羽根悪美（本名：羽根恒夫、原中西組組員、羽根組組長、三重）
- 黑沢明（黑澤組組長）
- 野上哲男（第二代吉川組組長、第五代山口組副本部長、第六代山口組最高顧問）
- 石川尚（原平松組舍弟頭、名神會會長、第六代山口組舍弟）
- 平沢武善（平澤組組長）
- 宅見勝（原福井組若頭、宅見組組長、第五代山口組若頭）
- 南力（南組組長、第四代山口組警護役）
- 玉地健二（玉地組組長）
- 松本博幸（第二代松本組組長）
- 堀内伊佐美（堀内組組長）
- 稲葉實（原大長組組員、第二代石井組系石友會會員、原第二代石井組副組長、稲葉組組長、稲葉一家總長）
- 伊原金一（本名：伊原尹炯騏、伊原組組長）
- 近藤慶文（原菊田組舍弟頭、近藤組組長）
- 足立哲雄（足立會會長）
- 川合康允（川合組組長）
- 中尾春男
- 後藤昭夫（雄心會會長）
- 則竹武由（則竹組組長）
- 坂井廣（本名：吳廣、坂廣組組長、岐阜県高山市）
- 本田健二（第二代野田組組長）
- 清水光廣（第二代清水組組長）
- 古川雅章（本名：古川真澄、古川組組長）
- 松野順一（松野組組長、伊丹市）
- 川近幸男（原第二代石井組副組長、川近組組長）
- 宮脇興一（本名：宮脇与一、原第二代石井組副組長、宮脇組組長）
- 勝野重信（勝野組組長、第五代山口組組長秘書、第六代山口組舍弟）

## 人事變動

### 第三代

#### 退出
- 不明・小西豊勝（小西組組長、神戶市）－1950年 組解散
- 舍弟・陳 三郎（本名：陳傳峰、原台灣彰化人、後移居日本。丸三組組長、兵庫縣尼崎市）－1961年4月組解散
- 舍弟・三宅一巳（第二代現金屋総長、岡山縣兒島市）－1965年8月引退、組解散

1965年、第1次頂上作戰（全國組織壞滅行動）開始
- 舍弟・岡 精義（三友企業社長、神戶市）－1966年5月5日 引退
- 舍弟・安原武夫（安原運輸社長、神戶市）－1966年5月 脱退
- 舍弟・青井照日出（住井運輸社長、神戶市）－1966年5月 脱退
- 舍弟・鈴木光義（本名：中森光義、鈴木組組長、愛知縣）－1966年5月 脱退
- 舍弟・澁谷文男（澁谷組組長、兵庫縣姫路市）－1966年6月死去、組解散
- 舍弟・坂口啓三（坂口組組長、神戸市兵庫區）－1966年7月引退、組解散
- 舍弟・田中禄春（本名：韓 録春、富士會會長、大阪市中央區）－1966年8月引退、組解散、一心會引繼
- 舎弟・町井久之（東声會會長、東京都）－1966年9月引退、組解散
- 若中・山本 博（山博組組長、神戸市兵庫区）－1966年9月 組解散
- 舎弟・藤村唯夫（南道會會長、？）－1966年12月5日死去
- 舍弟（前若頭）・安原政雄（安原會會長、神戶市）－1967年12月引退
- 舍弟（前若頭）・地道行雄（地道組組長、神戶市）－1969年5月15日死去 佐々木組引繼
- 若中・柳川次郎（本名：梁 元鍚、柳川組組長、大阪市）－1964年1月引退、1969年4月9日組解散、8月絕緣
- 若中・谷川康太郎（本名：康 東華、第二代柳川組組長、大阪市）－1969年4月9日組解散、8月絕緣

1969年、第1次頂上作戰結束
- 若頭・梶原清晴（梶原組組長、神戶市）－1971年7月25日死去
- 若中・石井一郎（本名：山川一郎、石井組組長、大分縣別府市）－1973年死去
- 原若頭補佐・吉川勇次（吉川組組長、神戶市）－1977年2月6日死去
- 原若頭補佐・菅谷政雄（菅谷組組長、神戶市）－1977年4月15日絕緣、81年6月引退・組解散
- 不明・山本 勇（山勇組組長）- 197*年死去、組解散、玉地組引繼
- 若中・菊田吉彦（菊田組組長、岐阜縣）－1978年7月28日 除籍
- 若中・鈴木康雄（本名：安 璋煥、瀨古安會會長、岐阜縣）－1978年7月28日 除籍
- 原若頭補佐・清水光重（清水組組長、神戶市）－1979年6月死去
- 組長・田岡一雄－1981年7月23日死去

1981年～1984年（第三代後派閥時期）
- 若頭・山本健一（山健組組長、神戶市）－1982年2月4日死去
- 組長代行顧問・三木好美（三木組組長、大阪市西成區）－1982年2月28日死去
- 元若頭補佐・細田利明（第二代細田組組長、兵庫縣明石市）－1983年7月引退、組解散
- 若中・信原伊早牟（信原組組長、兵庫縣加古川市）－1983年9月引退、組解散
- 舍弟・湊 芳治（湊組組長、兵庫縣姫路市）－1984年6月14日死去、組解散
- 組長代行・山本 廣（山廣組組長、神戶市）－1984年6月13日 脱退
- 組長代行顧問・中井啓一（中井組組長、高知市）－1984年6月13日 脱退
- 組長代行補佐・加茂田重政（加茂田組組長、神戶市長田區）－1984年6月13日 脱退
- 組長代行補佐・溝橋正夫（溝橋組組長、大阪市西成區區）－1984年6月 脱退
- 若頭補佐・白神英雄（白神組組長、大阪市）－1984年6月 脱退
- 若中・佐々木将城（本名：佐々木道雄、佐々木組組長）－1984年6月 脱退
- 若中・井志繁雅（井志組組長、神戶市生田區）－1984年6月 脱退
- 若中・大川 觉（大川組組長、兵庫縣西宮市）－1984年6月 脱退
- 若中・坂井奈良芳（坂井組組長、大阪市浪速區）－1984年6月 脱退
- 若中・松本勝美（本名：神村勝美、松美會會長、大阪市東區）－1984年6月 脱退
- 若中・北山 悟（北山組組長、神戶市葺合區）－1984年6月 脱退
- 若中・松尾三郎（松尾組組長、大阪市浪速區）－1984年6月 脱退
- 若中・宮脇与一（宮脇組組長、大分縣別府市）－1984年6月 脱退
- 若中・伊原金一（本名：尹 炯騏、伊原組組長、兵庫県尼崎市）－1984年6月 脱退
- 若中・清水光廣（第二代清水組組長、神戶市生田區）－1984年6月 脱退
- 若中・浅野二郎（浅野組組長、大阪市）－1984年6月 脱退
- 若中・加茂田俊治（神龍會會長、愛媛縣松山市）－1984年6月 脱退
- 若中・松本博幸（第二代松本組組長、神戶市生田區）－1984年6月 脱退
- 若中・河内山憲法（本名：河内山正義、河内山組組長、大阪市）－1984年6月 脱退
- 組長代行補佐兼本部長・小田秀臣（小田秀組組長、大阪市）－1984年6月引退、組解散
- 不明・黑澤 明（黑澤組組長）－1984年引退、組解散、黑誠會引繼
- 若中・弘田武志（弘田組組長、名古屋市）－1984年6月引退、組解散、弘道會引繼
- 若中・福井英夫（福井組組長、大阪市）－1984年引退、組解散
- 舎弟・中川猪三郎（中川組組長、大阪市）－1984年引退、組解散、中島組引繼
- 若中・瀧澤 等（瀧澤組組長、濱松市）－1984年引退、國領屋下垂一家引繼
- 若中・伊堂敏雄（伊堂組組長、濱松市）－1984年引退、國領屋一力一家引繼
- 若中・鈴木國太郎（鈴國組組長、濱松市）－1984年引退、國領屋鍛冶町一家引繼
- 舎弟・三宅一巳（第二代現金屋総長、岡山縣兒島市）- 19**年引退